# جنگ انگلیس و زولو
جنگ انگلیس و زولو یک نبرد بین امپراتوری بریتانیا و پادشاهی زولو بود که در سال ۱۸۷۹ میلادی رخ داد این نبرد به مدت پنج ماه ادامه داشت و در ابتدا زولوها موفق شدند قسمتی از نیروهای انگلیسی را در نبرد ایساندهلوانا نابود کنند اما گروه کوچکی از سربازان انگلیسی ارتش زولو را در راکرز دریفت متوقف می‌نمایند و انگلیسی‌ها با استفاده از نیروی کمکی زولوها را در نبرد اولوندی قاطعانه شکست می‌دهند قدرت زولوها در هم شکسته می‌شوند و قلمروی زولوها به بریتانیا کبیر ملحق می‌گردد.